# ASD Sangiovannese 1927
Associazione Sportiva Dilettantistica Sangiovannese 1927, zkráceně jen Sangiovannese  je italský fotbalový klub hrající v sezóně 2024/25 ve 4. italské fotbalové lize sídlící ve městě San Giovanni Valdarno v regionu Toskánsko.

## Změny názvu klubu
- 1927/28 – 1930/31 – US Sangiovannese (Unione Sportiva Sangiovannese)
- 1933/34 – 1936/37 – FG Sangiovannese (Fascio Giovanile Sangiovannese)
- 1937/38 – 1944/45 – DSC San Giovanni Valdarno (Dopolavoro Sportivo Comunale San Giovanni Valdarno)
- 1945/46 – 1982/83 – US Sangiovannese (Unione Sportiva Sangiovannese)
- 1983/84 – 2010/11 – AC Sangiovannese (Associazione Calcio Sangiovannese)
- 2011/12 – 2014/15 – ASD SanGiovanniValdarno (Associazione Sportiva Dilettantistica SanGiovanniValdarno)
- 2015/16 – ASD Sangiovannese 1927 (Associazione Sportiva Dilettantistica Sangiovannese 1927)

## Získané trofeje

### Vyhrané domácí soutěže
- 4. italská liga (1×)

1970/71
- 5. italská liga (1×)

1999/00

## Účast v ligách
| Úroveň soutěže | Název soutěže (nynější název) | První hraná sezona | Poslední hraná sezona | celkem odehraných sezon |
| -------------- | ----------------------------- | ------------------ | --------------------- | ----------------------- |
| 3              | Serie C                       | 1939/40            | 2007/08               | 15                      |
| 4              | Serie D                       | 1937/38            | 2024/25               | 43                      |
| 5              | Eccellenza                    | 1952/53            | 2013/14               | 18                      |